# 83號州際公路
83號州際公路（英語：Interstate 83，簡稱I-83）是美國州際公路系統的一部份。其位於美國東部，南端為馬里蘭州巴爾的摩市區的費耶特（Fayette）街，北端於賓夕法尼亞州哈里斯堡與81號州際公路連接。全長85.3英里（137.3公里）。其於賓夕法尼亞州勒夢因以南的路段大致上是以前的美國國道111號。
由巴爾的摩市區到北方郊區之16.4公里長的路段又稱為Jones Falls Expressway，當地簡稱為JFX。由於95號州際公路以東西走向通過巴爾的摩，83號州際公路實質上是本區域的南北向公路動脈。
83號州際公路於陶森與695號州際公路（巴爾的摩環線公路）交會，但兩者並非以系統交流道跨越。
- 北向行駛83號州際公路的車輛，如欲繼續行駛83號州際公路，會先匯入695號州際公路，行駛於695號州際公路內環車道最外側車道（並行路段車輛可以互相變換車道以轉換行駛路線），之後沿著匝道離開695號州際公路並穿越之，繼續行駛83號州際公路。
- 南向行駛83號州際公路的車輛，則會匯入695號州際公路，行駛於695號州際公路外環車道最外側車道（在此並行路段，車輛可以變換車道以轉換行駛路線），之後沿著匝道離開695號州際公路並穿越之，繼續行駛83號州際公路南行。

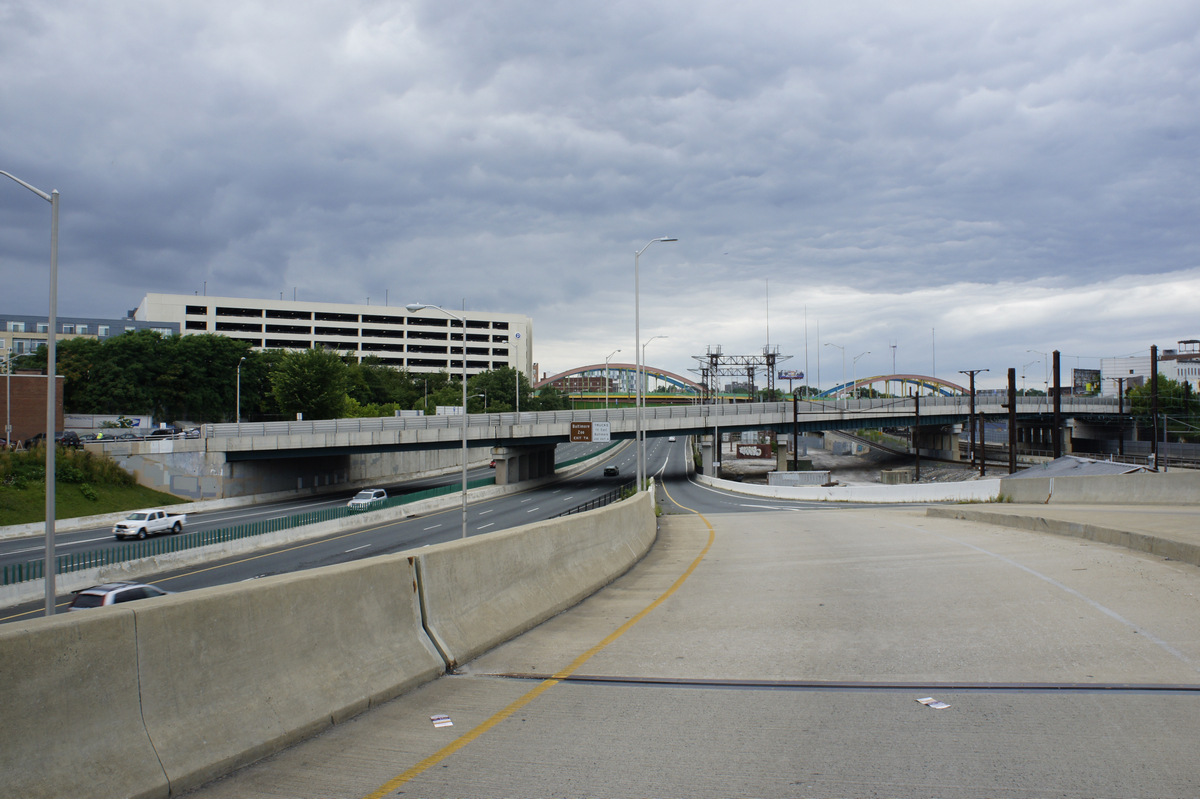
巴爾的摩市查爾斯街至83號州際公路的匝道

## 路線

### 馬里蘭州路段

#### 瓊斯佛爾斯高速公路（JFX）

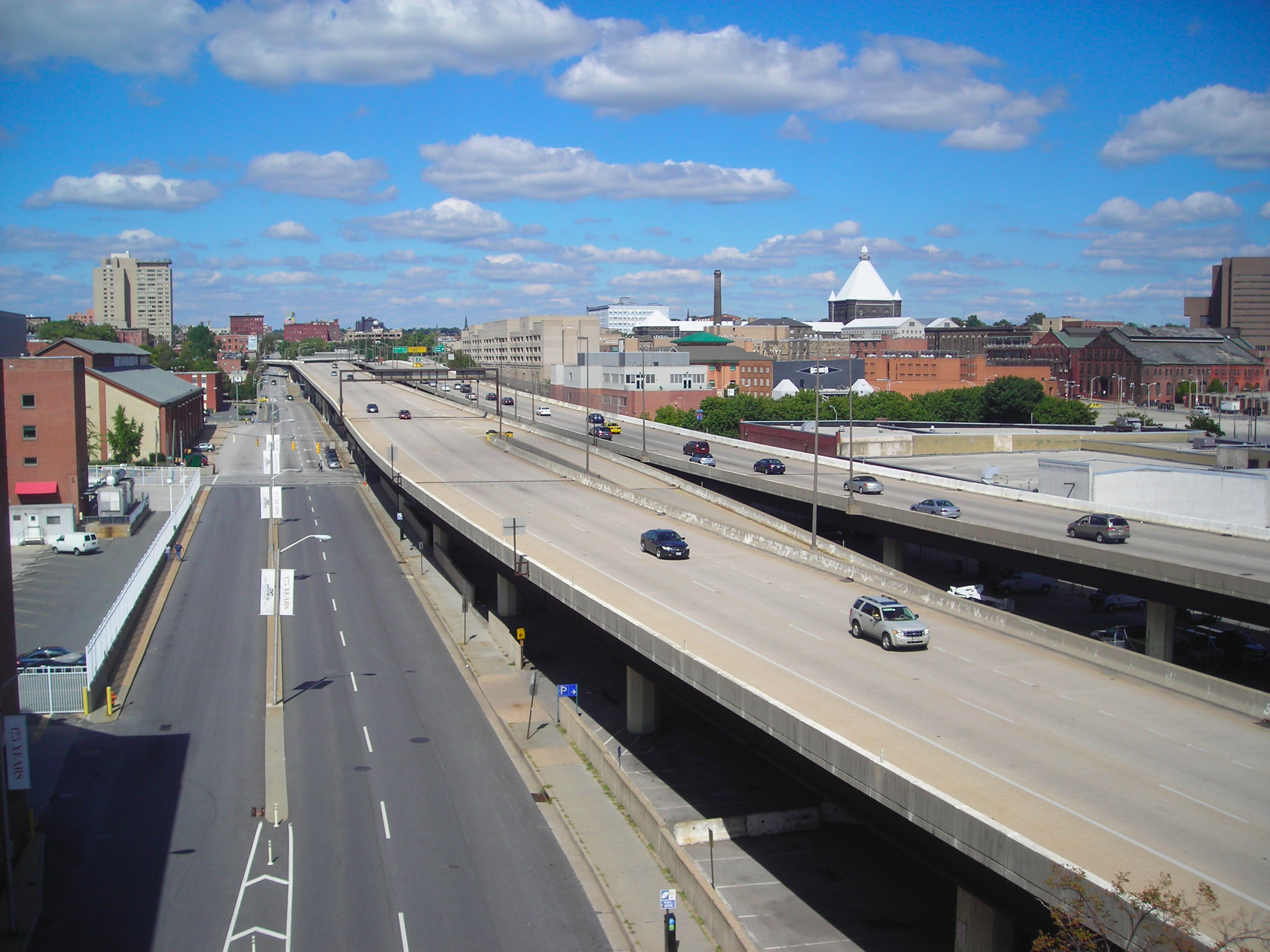
從巴爾的摩市的奧爾良街跨線橋看到的-I83號州際公路。

指從巴爾的摩市中心到北部郊區的83號州際公路，路段長16.4公里。南端位於費耶特街，北端止於馬里蘭州 25 號公路 (MD 25)，巴爾的摩環線公路 (I-695) 以北。 在巴爾的摩市內的路線是由該市的交通部門維護，而非由管理馬里蘭州大部分高速公路的馬里蘭州公路管理局維護。
高速公路路段從瓊斯佛爾斯高速公路、費耶特街和總統街之間的四叉路口起算。總統街沿著市中心商業區的東繼南行至港東區，費耶特街則通往市區。
經過奧爾良街跨線橋（美國國道40 號）下方，JFX 向北行，經過華盛頓紀念碑附近，在 3 號出口和 4 號出口之間（吉爾福德大道和普雷斯頓街跨線橋之間），有一個大轉彎，速限減低為64公里（40英里）。在彎道路線中JFX的南行車道與馬里蘭州州道2號交匯，出口通往聖保羅街，入口來自查爾斯街。
向北過了彎道後，JFX 與馬里蘭州州道25號平行，從霍華德街大橋下穿過，與馬里蘭大道和北大道（也就是美國國道1號與國道40號貨車專用道）交匯，然後繼續向北經過德魯伊湖，繞過德魯伊山公園的東北邊緣。JFX 向西北離開市中心，一側是瓊斯佛爾斯溪，另一側與巴爾的摩輕軌並行，到市區邊緣JFX與輕軌向不同的方向前進，公路路線就直接走在瓊斯佛爾斯溪上方。
通過冷泉巷與北公園大道的交流道以後進入巴爾的摩縣。 路過華盛頓山兒童醫院、聖艾格尼絲山學院和瓊斯佛爾斯公園，繞過羅蘭湖公園的邊緣，然後是魯克斯頓路交流道，最後與695號州際公路（巴爾的摩環線公路）交會。

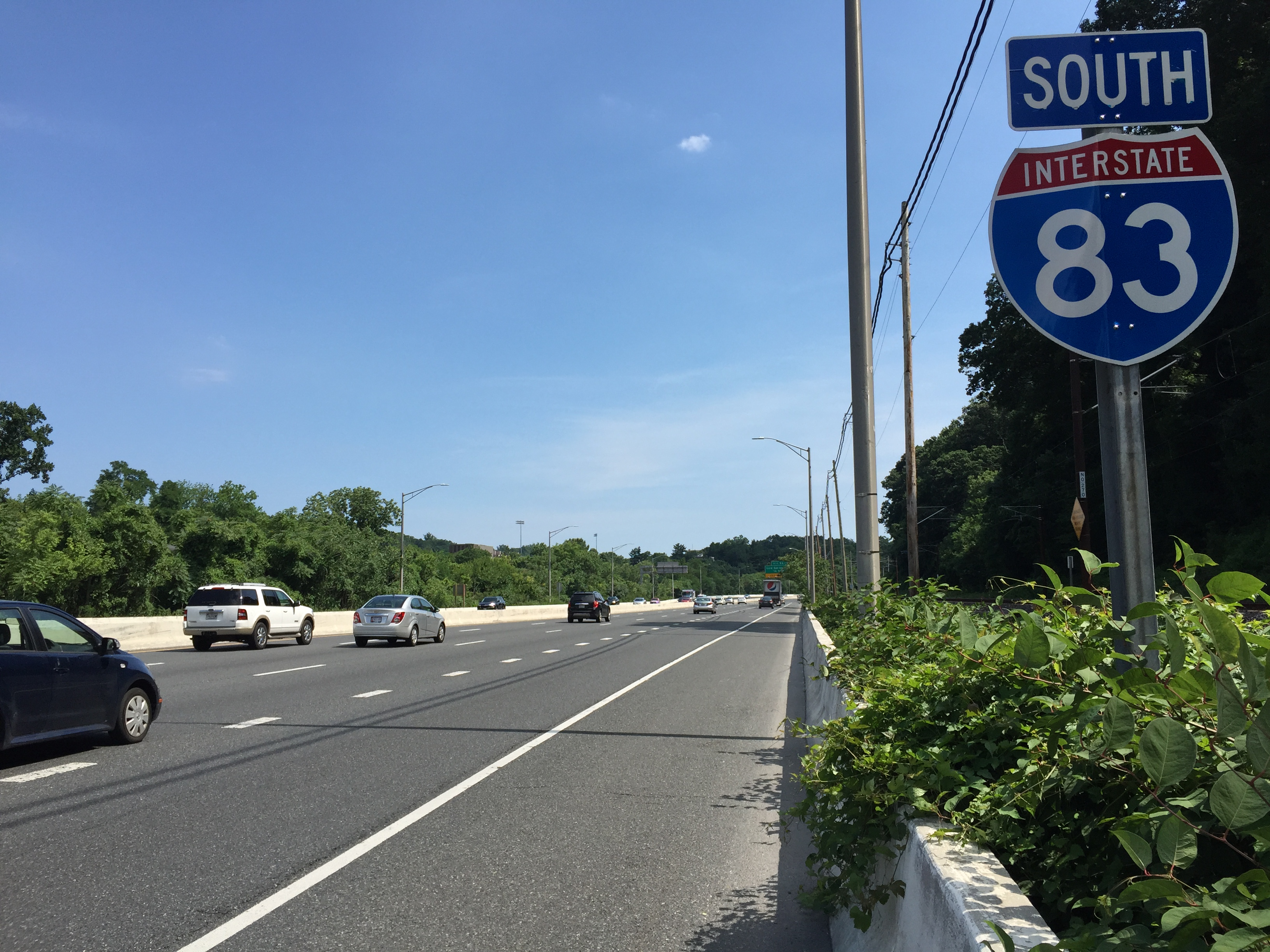
83號州際公路南向車道，瓊斯佛爾斯快速公路路段，剛剛過了北公園大道。

#### 巴爾的摩 - 哈里斯堡高速公路

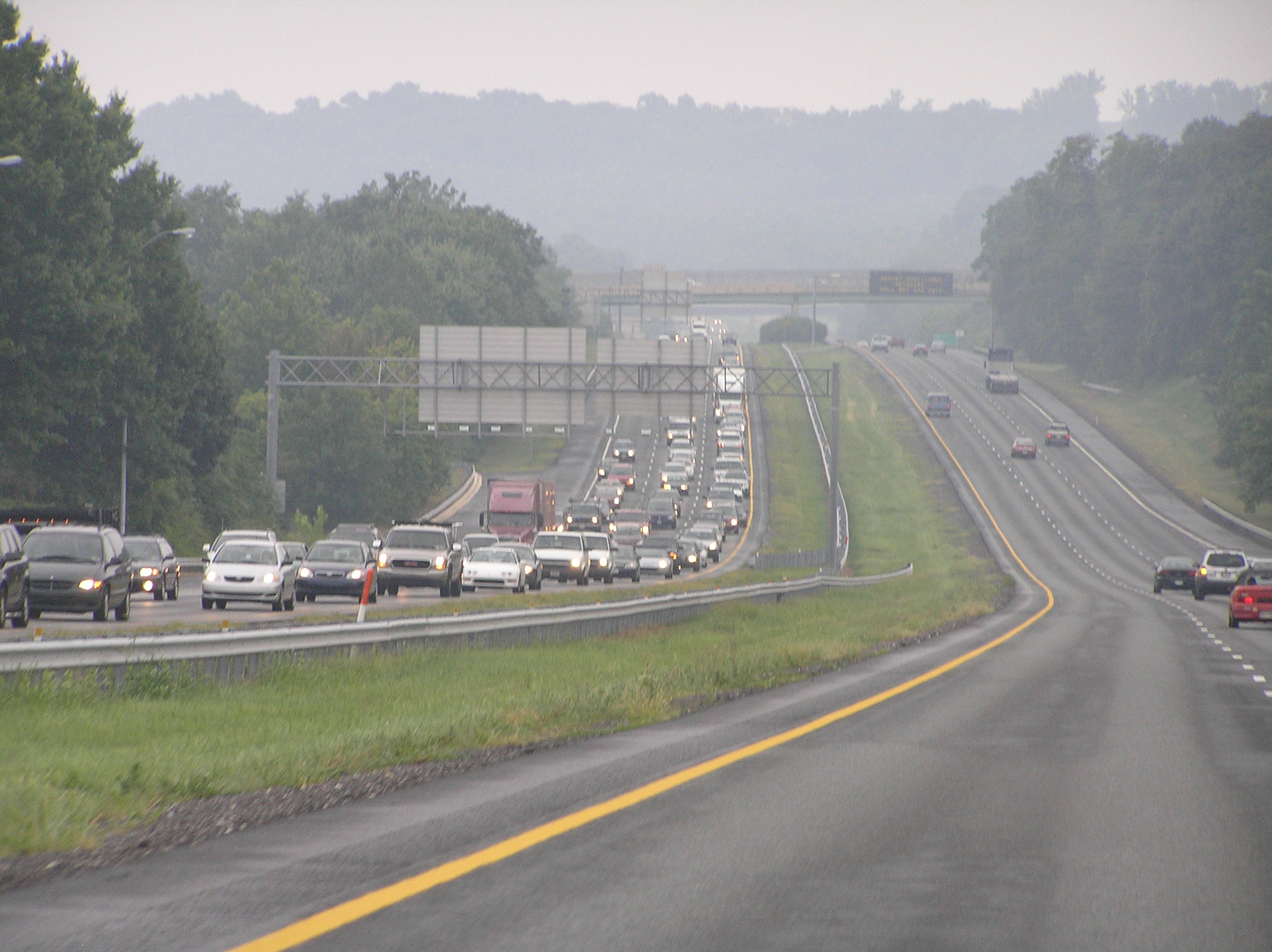
在巴爾的摩縣的83號州際公路南向車道上，可見北向車道交通擁擠。

與巴爾的摩環線公路分離後，83號州際公路稱為巴爾的摩 - 哈里斯堡高速公路。從巴爾的摩環線公路向北，本路段與約克路（馬里蘭州州道45號，原美國國道111號）平行。經過蒂莫尼姆和科基斯維爾的西方後，I-83 離開巴爾的摩的郊區，在杭特維爾的夏旺路進入巴爾的摩縣北部的鄉間。這段公路有幾個陡坡。
此路段的主要人口聚居處是蒙克頓，可經過馬里蘭州州道137號抵達。在83號州際公路的西方，馬里蘭州州道137號與25號相會。
州際公路最終在巴爾的摩以北40公里（25英里）處跨越梅森-迪克森線，進入賓夕法尼亞州約克縣，就在與弗里蘭路交匯處不遠之處，而平行的馬里蘭州州道45號（約克路）進入賓夕法尼亞州後稱為薩斯奎哈納路徑（ Susquehanna Trail）。

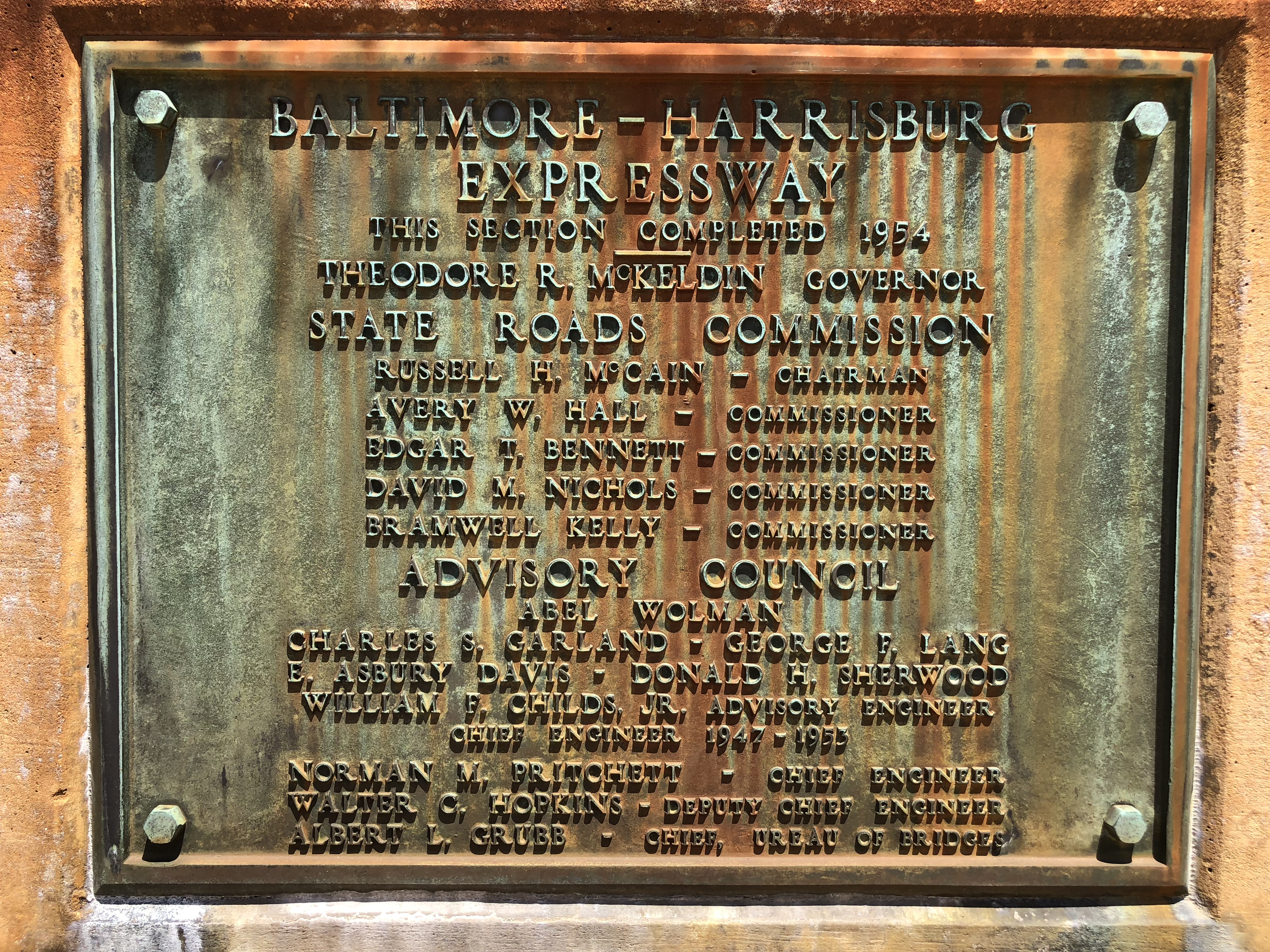
巴爾的摩 - 哈里斯堡高速公路（83號州際公路）紀念牌

### 賓夕法尼亞州路段

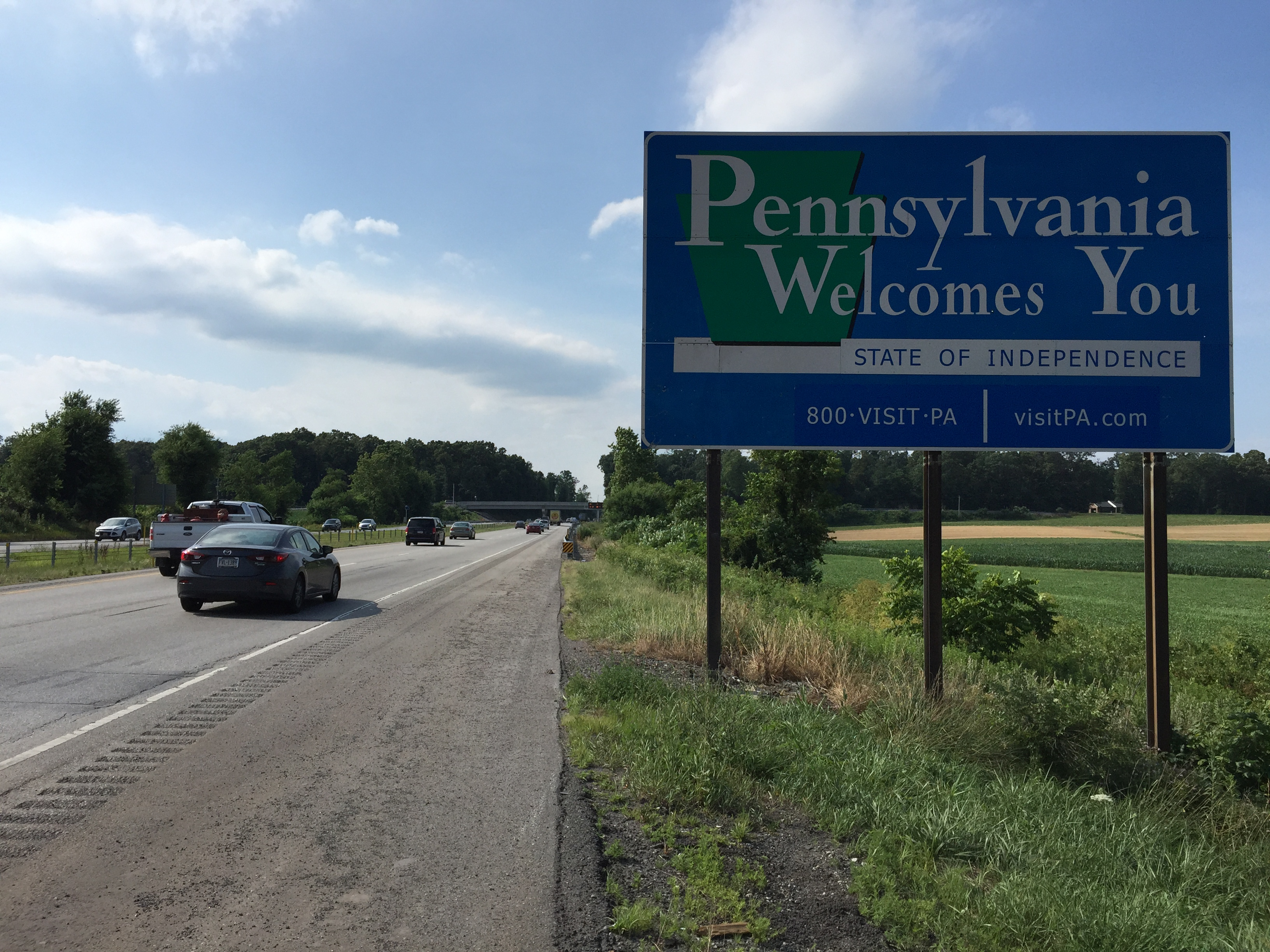
83號州際公路北行進入賓夕法尼亞州處。

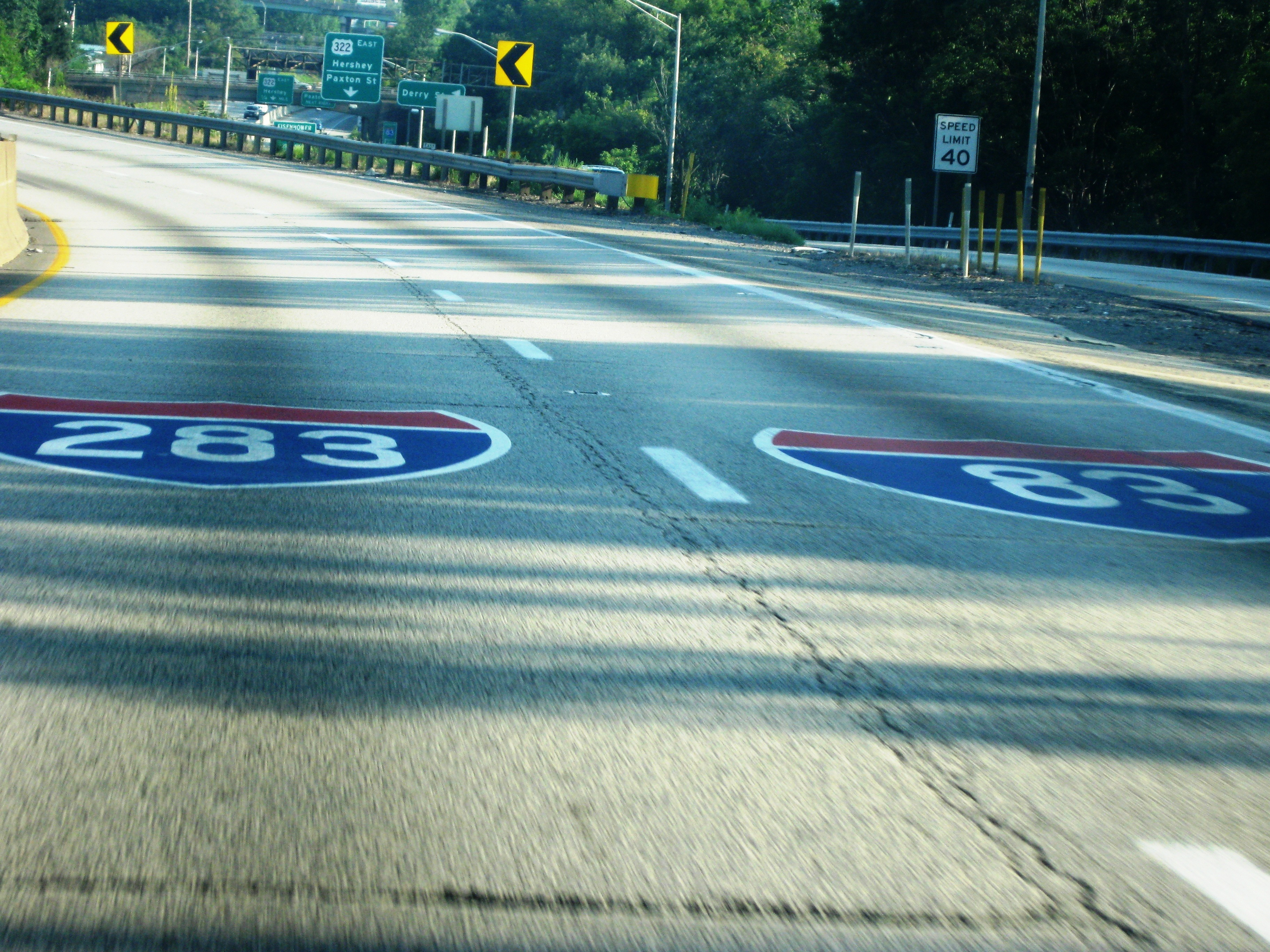
在賓夕法尼亞州哈里斯堡，83號州際公路北端路面上的83號與283號州際公路指示。

83號州際公路在整個賓夕法尼亞州的路段被稱為美國海外作戰退伍軍人紀念公路（the Veterans of Foreign Wars of the United States Memorial Highway）。
路線經過什魯斯伯里以東，向北向約克前進。穿過約克市中心的商業區支線是原美國國道111號的路線，而主線向東北又轉向北繞過市區。 在賓夕法尼亞州 462 號州道（林肯公路）附近，83號州際公路向西行一小段距離，然後再次向北，與美國國道30 號交匯，之後逕直向北，從埃米格斯維爾西方通過。
83號州際公路經過維里格林（Valley Green） 的南方與西方，繼續向北前往哈里斯堡。在哈里斯堡以南，83號州際公路與76號州際公路（I-76，賓夕法尼亞收費公路）交匯。在 I-76 以北，83號州際公路繼續向北，穿過新坎伯蘭，然後在勒夢因與賓夕法尼亞州州道 581 號交匯。
與賓夕法尼亞州州道 581 號交匯後，83號州際公路被稱為首府環城公路。高速公路右轉東行，跨越薩斯奎哈納河，越過哈里斯堡市中心商業區，穿過帕克斯坦，然後在艾森豪威爾交流道與283號州際公路和美國國道 322號交會。83號州際公路在此分成數條車道：向東的車道成為美國國道 322號，而向北的匝道則與I-283 北向車道會合後成為83號州際公路；另外還有幾個通往市區街道的匝道。
在這個交流道之後，83號州際公路繼續向北穿過哈里斯堡東部，在市中心商業區的東北與美國國道22號交會，最後終止於與81號州際公路的交流道。

## 歷史

### 賓夕法尼亞州路段
I-83 是賓夕法尼亞州最早建造的州際公路之一，於該州的大部分路線是延著原有的美國國道 111 號公路；該路改建為高速公路而解編後，路線於 1960 年改編為83號州際公路。第一階段於 1954 年開通，從賓夕法尼亞州紐伯里鎮（Newberry Township）的賓夕法尼亞州州道392 號到賓夕法尼亞州費爾維尤鎮（Fairview Township）的賓夕法尼亞州州道 114 號公路。 於 1971 年在哈里斯堡的艾森豪威爾大型交流道完工後全線竣工。

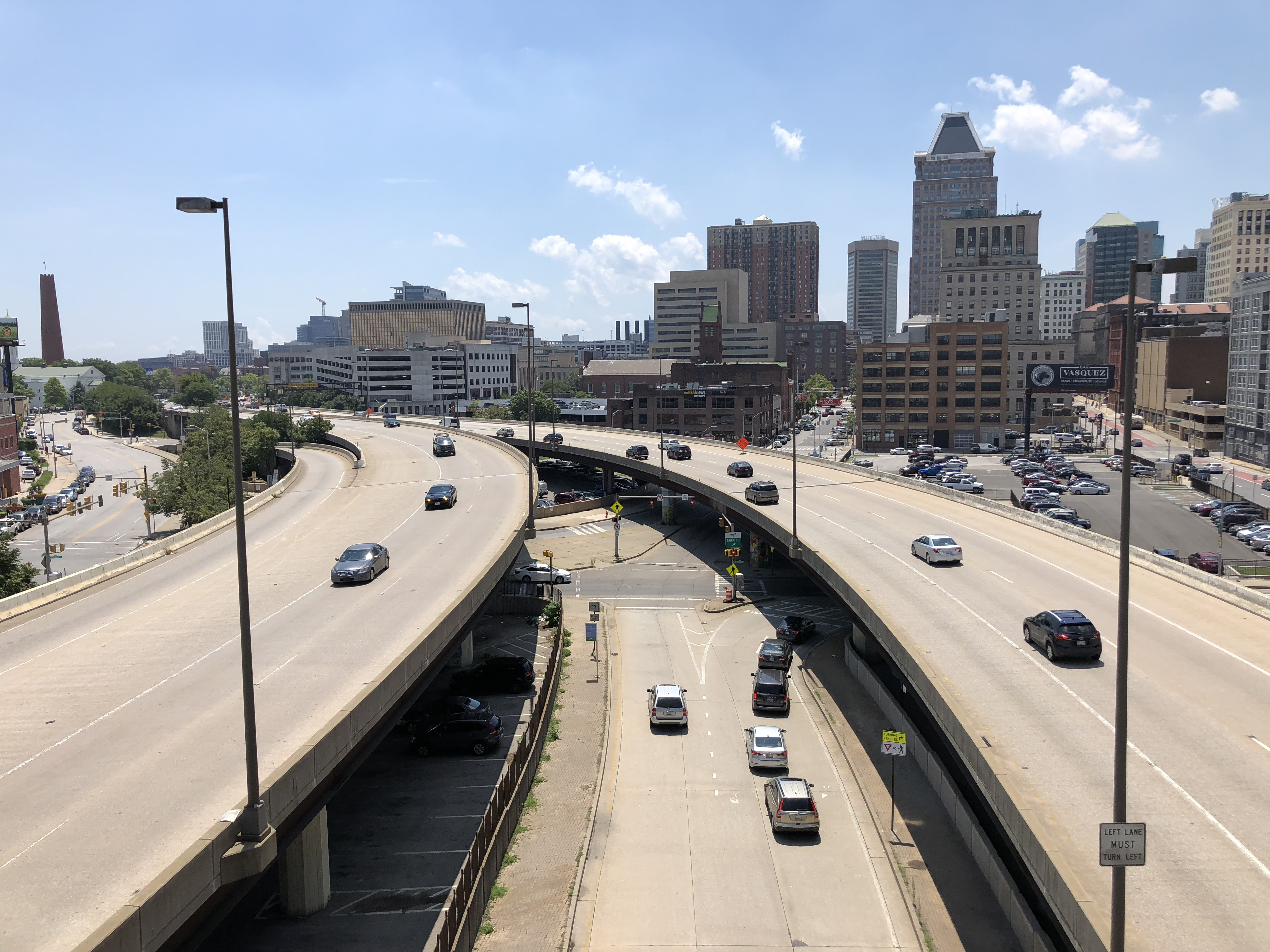
在巴爾的摩的南向路段。

### 瓊斯佛爾斯高速公路
瓊斯佛爾斯高速公路 （JFX）是在巴爾的摩建造的第一條州際公路，於 1955 年推動巴爾的摩市議會通過興建案。 到 1960 年代初，JFX 已經興建到了市區邊界的吉爾福德大道。南端於 1983 年延伸到市區的普萊森特街，但到 I-95 的剩餘 4.4英里（7.1公里）計畫，在 1982 年 9 月被取消。彌補的方案是於 1987 年將路線延伸至費耶特街，並推動瓊斯佛爾斯大道計畫，大幅重建總統街長約 0.75 英里（1.21公里）的路段，在費耶特街跨越 JFX，以便周遭街道的車輛進出州際公路；該計畫於1990年完成。
由於社區反對市政府制定的其他高速公路計劃，JFX 是巴爾的摩市內完成的第一條限行高速公路。 最初計畫路線會讓JFX穿過巴爾的摩東南部的 Fells Point 和 Canton 社區，抵達規劃中的95號州際公路（I-95）  。但在社區居民反對之下該提議終止。 結果83號州際公路成為州際公路系統中第一條馬里蘭州公路。

#### 計畫

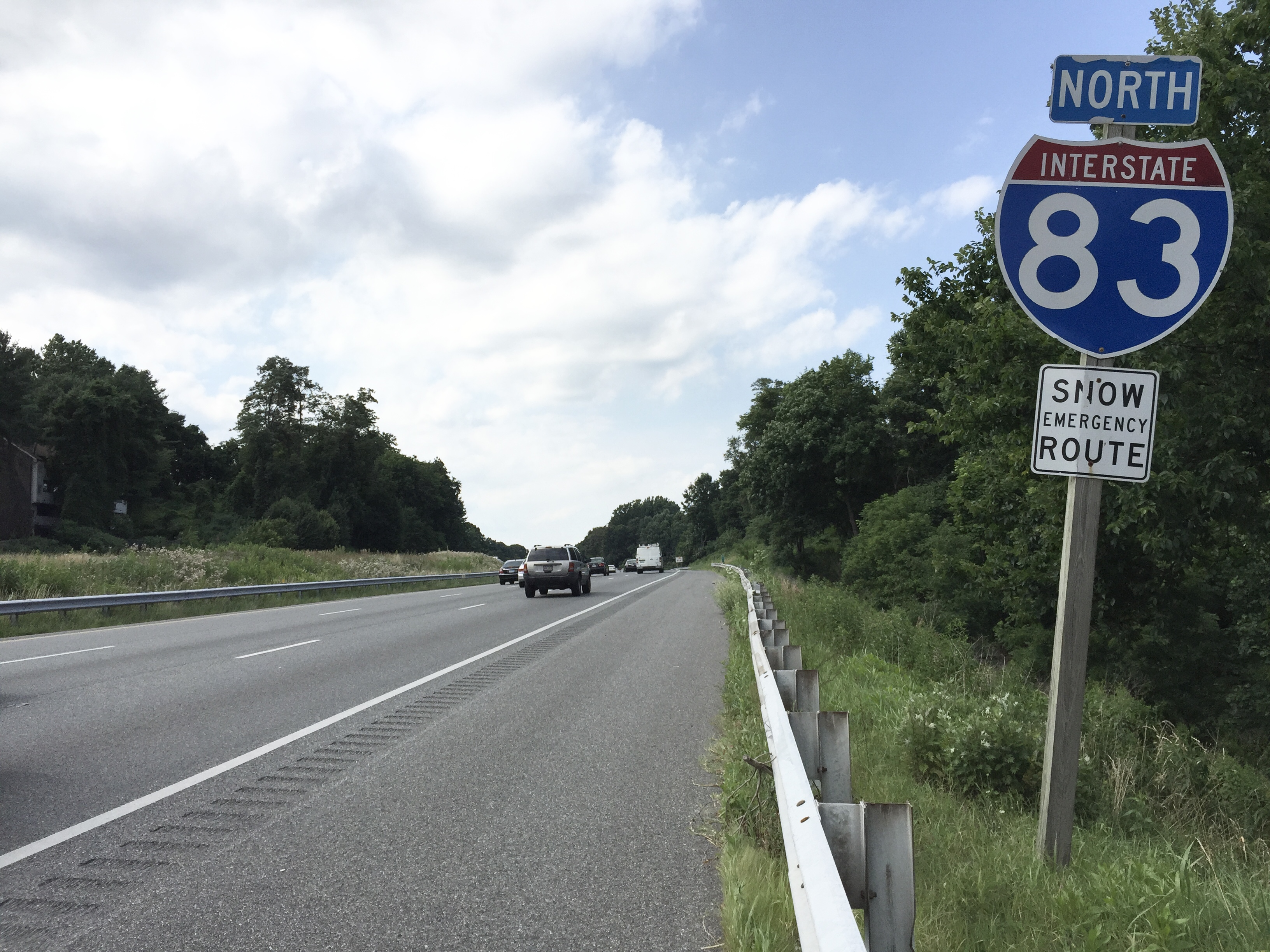
瓊斯佛爾斯高速公路在陶森北上路段的83號州際公路路標。

作為穿越巴爾的摩的東西向道路規劃，JFX 的路線經過了多次修改。根據巴爾的摩最初的高速公路計劃（1962 年的巴爾的摩 10-D 州際公路系統），JFX 將連接 I-70N（1975 年改為 I-70）和 I-95；這兩條公路計劃以東西向穿過市中心商業區的南緣，而在其東南邊緣與JFX交匯；JFX的終點與現今路線差不多。 但地方反對 10-D 系統計畫的其他部分，巴爾的摩市因而採取了 1969 年巴爾的摩 3-A 州際和大道系統計畫。在該計劃中，JFX 將沿其現今路線繼續向南，然後向東轉，興建六車道高架橋上通過 Fells Point 社區，然後繼續沿波士頓街向東，在麥克亨利堡隧道以北與I-95交會（I-95的路線與現今路線不同）。但在 1970 年代中期，由於擔心高架橋會破壞包含許多歷史建築的 Fells Point 地區，因此修改了該計劃，83號州際公路的南行路線將以六車道的海底隧道通過巴爾的摩內港區，並向東轉，經過 Fells Point 以南，在Canton 區回到地面，向I-95前進。
根據該計劃，83號州際公路將成為市中心商業區北向與東向的主要進出路線；通過本區（而非進出）的車流預計僅佔交通總量的一小部分。83號州際公路在 I-95 的終點將是一個完整的三車道、高速公路對高速公路的交流道，也會有匝道使車輛進出波士頓街和奧唐奈街。  1970 年代中期開始興建 I-95 州際公路通過東巴爾的摩的路段時，在計劃中與 I-83 的交流道附近建造了一小段六車道道路；這是因為預計83號州際公路將連接市中心商業區與和 I-95，而其餘的 I-95 將負擔整個城市至少 8 條車道的流量。

#### 縮短

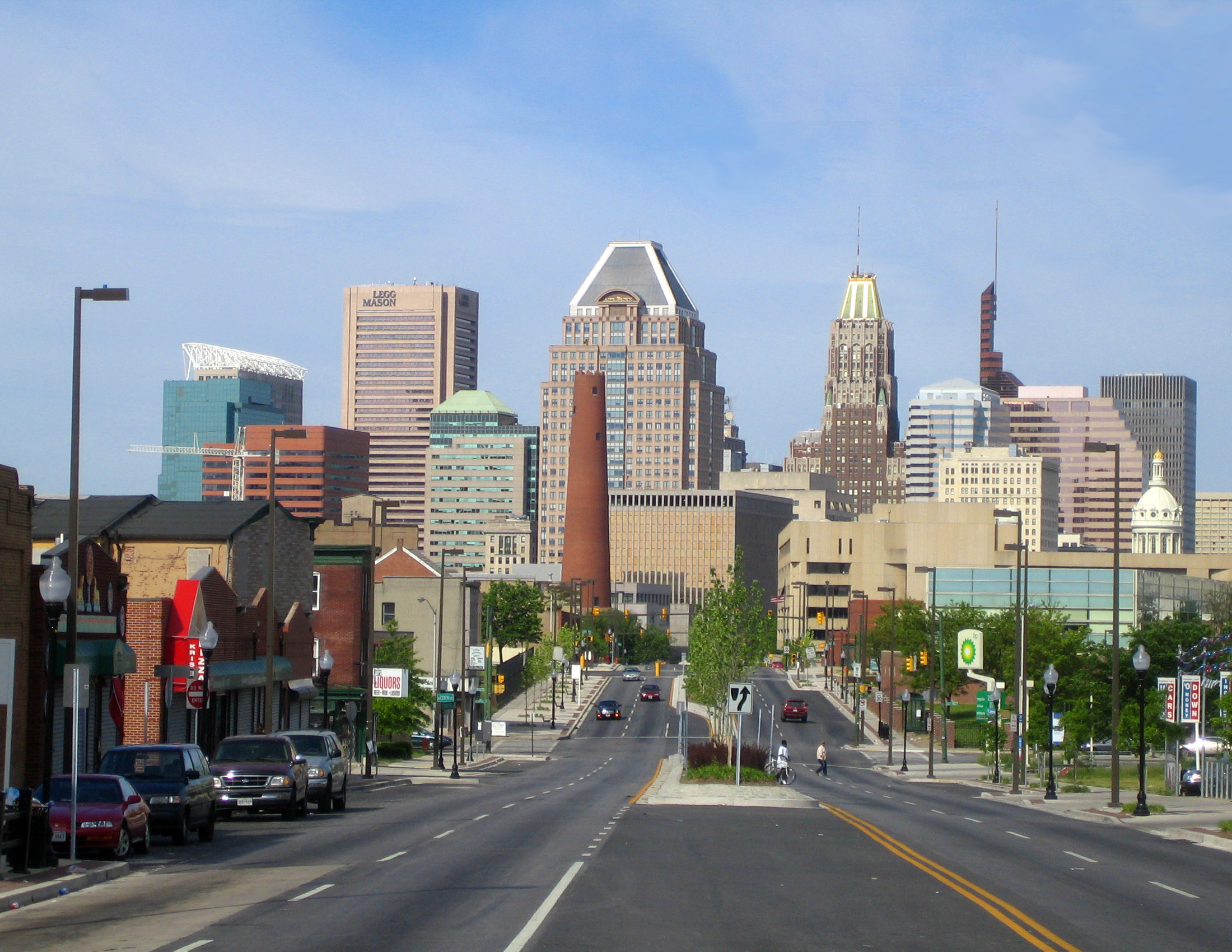
費耶特街、總統街、I-83路口的遠景。

到 1963 年，JFX 南端已經完工至吉爾福德大道，於 1970 年代中期延伸至紀念碑街，到 1983 年延伸到普萊森特街，高架橋的末端直接中斷，代表有計劃沿著 3-A 線向南延伸至 I-95。
然而，在 1982 年 9 月，JFX 從普萊森特街到 I-95 之間長 4.4 英里（7.1公里）的路段計畫，正式從州際公路系統中撤回。時任巴爾的摩市州際部門主管的羅伯特·道格拉斯 (Robert Douglas)表示，I-83 延伸相當昂貴（在 1980 年代初期估計為 6.09 億美元，尚未考慮到通貨膨脹）。結果JFX 的南端截短至費耶特街，以平面路口結束。
為了彌補停建 83號州際公路延伸路段，提出了瓊斯佛爾斯大道計畫，大幅重建了83號州際公路與市區之間，長約 0.5英里（0.80公里）的總統街，使其能容納進出州際公路的車流。該項目於 1987 年完成，而沿線的其他道路也得到重大改建。 計劃用於 83號州際公路延長線的聯邦資金轉移到其他高速公路項目，例如I-97、I-195、I-370，以及將約翰強生公路升級成I-595等計畫。